# Barbera Nera
Barbera Nera ist eine hochwertige Rebsorte aus dem Piemont, wo sie schon im 13. Jahrhundert im Monferrato angebaut wurde. Sie ist heute in ganz Italien verbreitet und gilt als anpassungsfähig und ertragstark.

## Geschichte

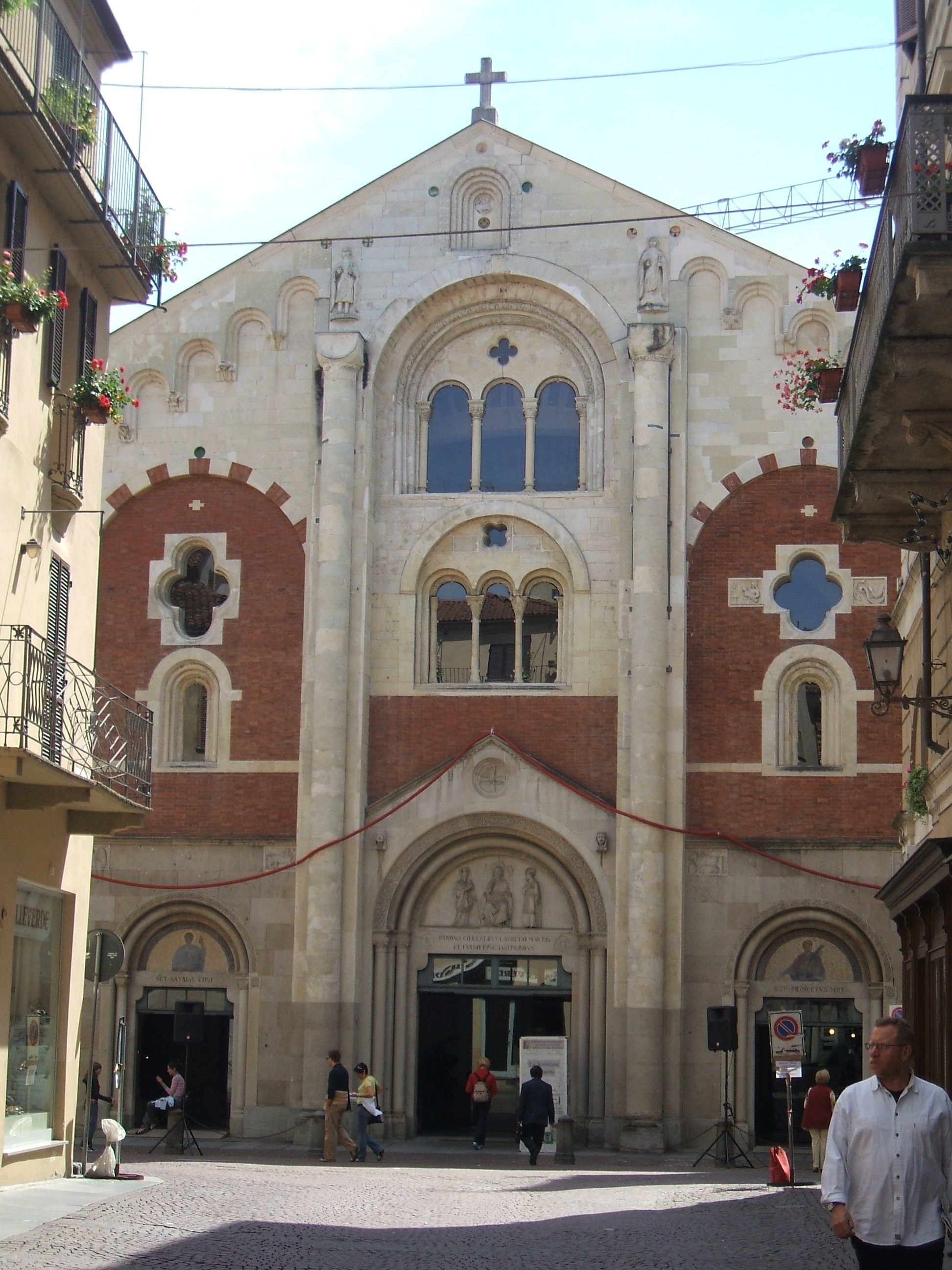
Der Dom von Casale Monferrato, in dessen Archiven der bislang älteste schriftliche Beleg der Rebsorte Barbera Nera gefunden wurde

Bislang wird angenommen, dass die Rebsorte Barbera Nera aus dem Gebiet des Monferrato im Herzen des Piemont stammt. Die ältesten schriftlichen Belege stammen aus dem 13. Jahrhundert. Die romanische Kathedrale Sant'Evasio in Casale Monferrato, ursprünglich aus dem Jahr 742 und im 12. Jahrhundert komplett neu errichtet, verfügt über ein bedeutendes Archiv der Zeit zwischen 1246 und 1277. Am 24. Mai 1255 wurde vermerkt, das der Kanoniker Ottobone di Coniole dem Bernardo Lanbrosca di Castelnuovo Rebland mit de bonis vitibus barbexinis verpachtete. Für den 7. November des Jahres 1249 gibt es einen ähnlichen Eintrag. Ob es sich bei der barbexinis genannten Rebe tatsächlich um den Barbera Nera handelt, ist nicht zweifelsfrei erwiesen, da eines der älteren Synonyme der Rebsorte Grignolino Berbexino lautete. Andererseits könnte die von Petrus de Crescentiis in seinem 1304 erstellten Werk Ruralium Commodorum unter dem Namen Grissa beschriebene Rebsorte ebenfalls Barbera Nera sein. Im Jahr 1606 erwähnt Giovanni Battista Croce eine Sorte namens Grisa maggiore, die in der Umgebung Turins gedeiht und bereits klar vom Nebbiolo unterschieden wird.

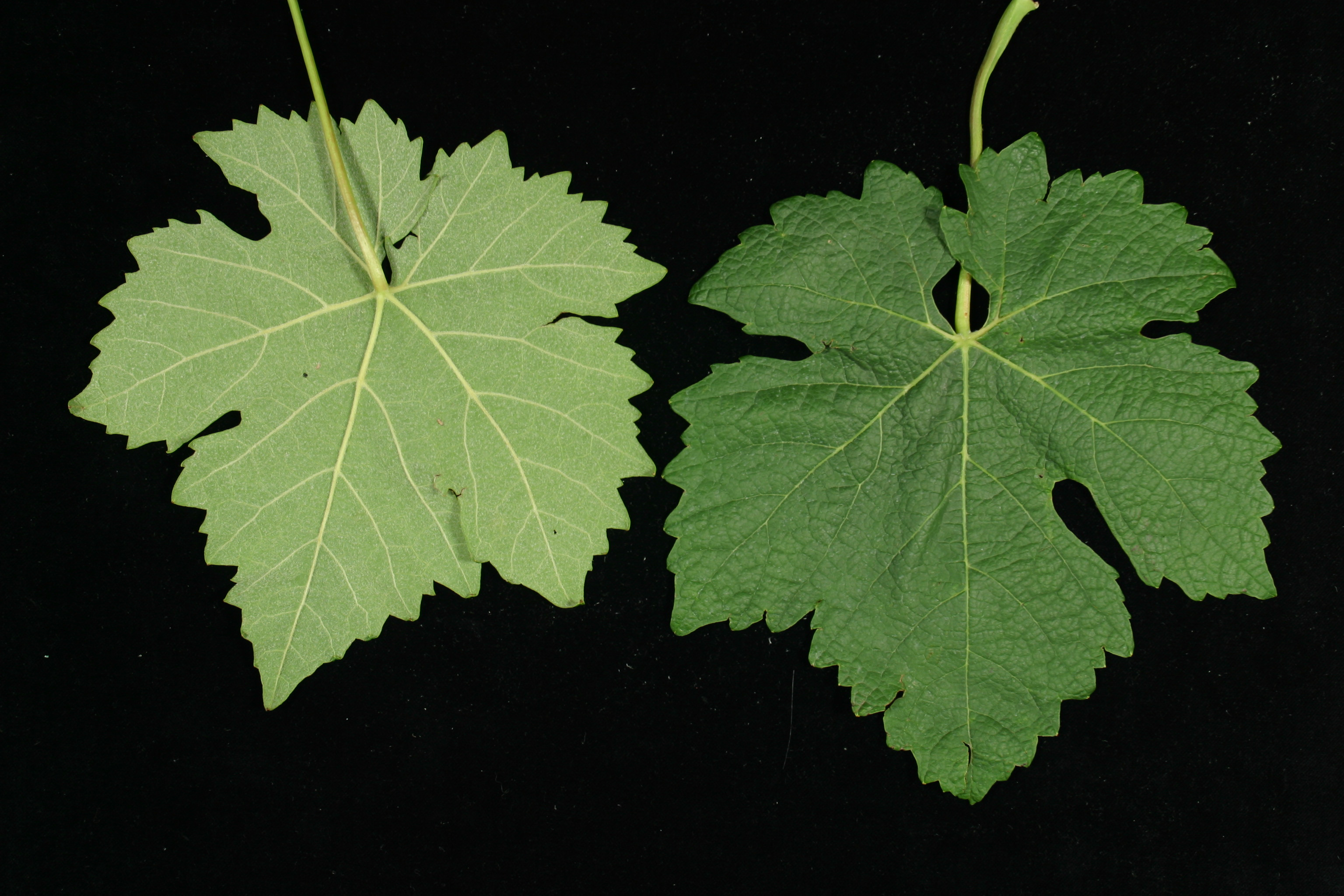
Blatt der Barbera nera

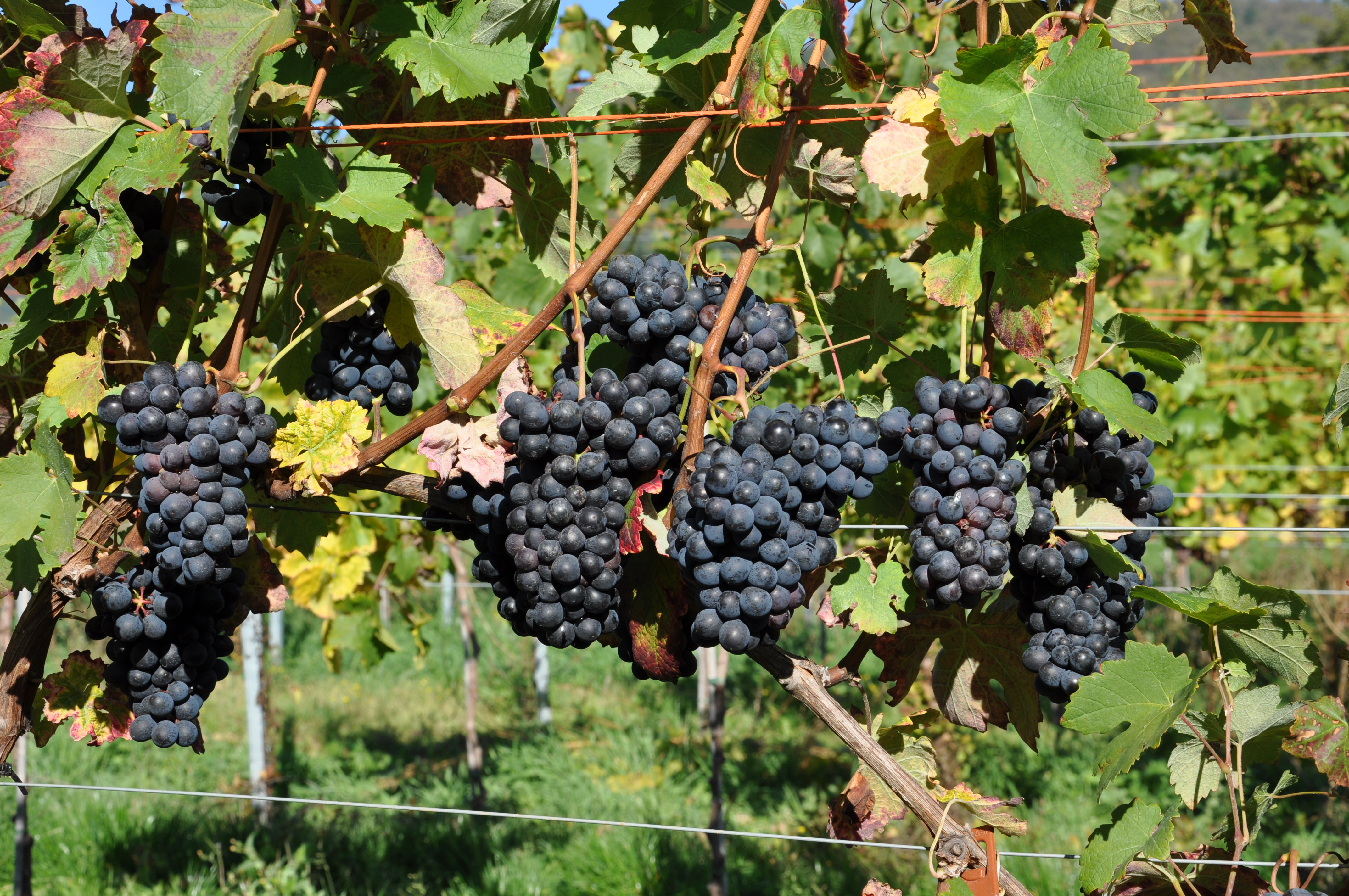
Rebstock von Barbera nera

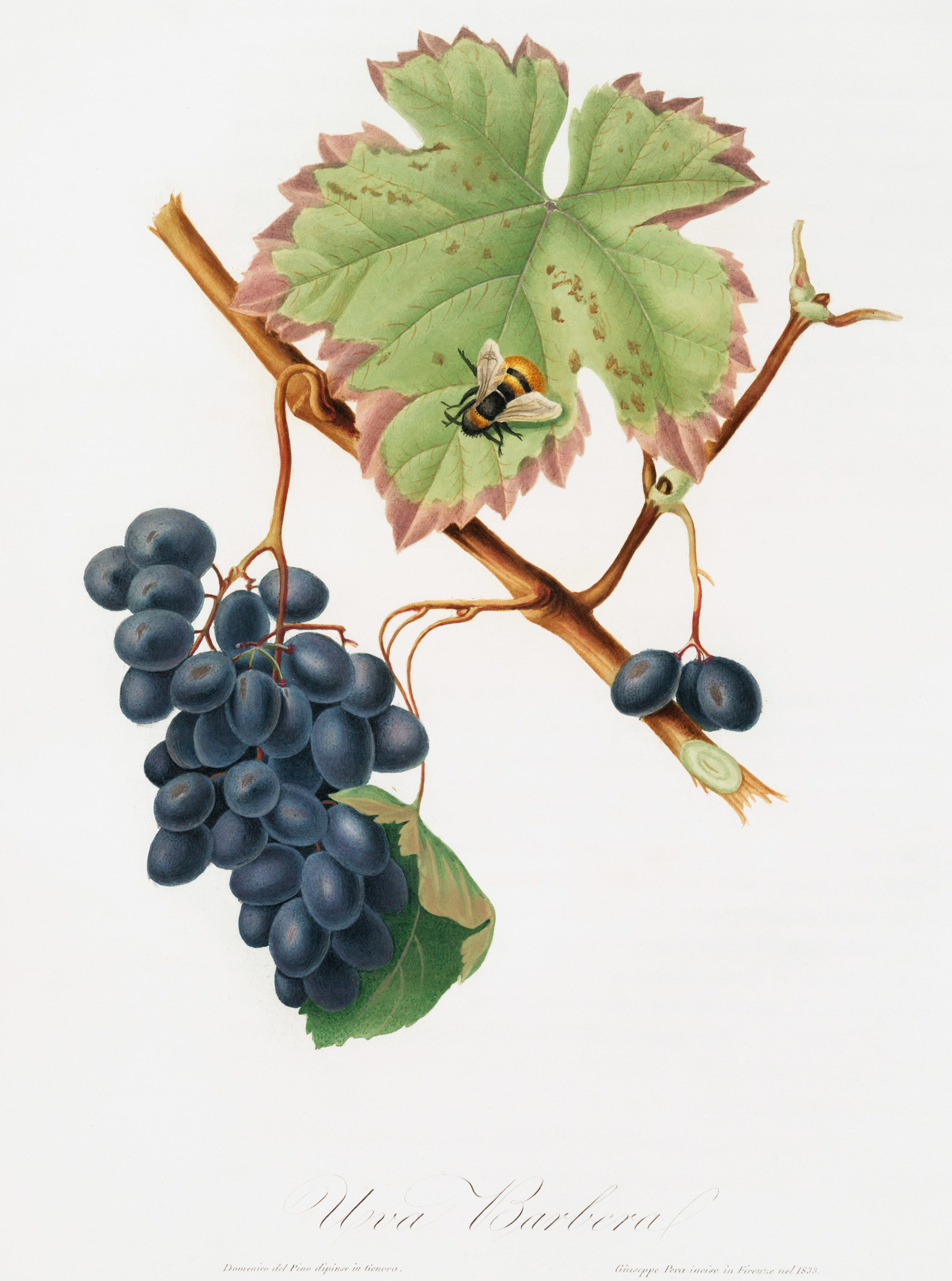
Uva Barbera von Giorgio Gallesio

Eine erste ampelographische Beschreibung der Rebsorte erfolgte im Jahr 1798 im Werk Sulla coltivazione delle viti, das von Giuseppe Nuvolone-Pergamo, dem Conte di Scandaluzza und Präsidenten der Società Agraria di Torino veröffentlicht wurde. Die Rebsorte wurde damals unter dem botanischen Namen Vitis vinifera montiferrato geführt; ein Begriff, der später von Giorgio Gallesio benutzt wurde. Der Ampelograph Pierre Viala vermutete Anfang des 20. Jahrhunderts den Ursprung der Rebe eher im nicht weit entfernt gelegenen Oltrepò Pavese (Lombardei).
Durch italienische Auswanderer fand die Rebsorte den Weg nach Kalifornien, wo sie seit den 1880er Jahren bekannt ist und nach Argentinien.
In Italien setzte in den 1970er Jahren ein Weinboom ein. Die wüchsige Barbera-Nera-Rebe eignete sich hervorragend zur Erzeugung riesiger Mengen eines vom Markt gewünschten billigen Massenweins. Es ist daher kaum verwunderlich, dass im Rahmen des 1985 und 1986 aufgedeckten Methanolskandals auch viele Barberaweine gepanscht wurden. In der Folge des Skandals waren Weine dieser Sorte nahezu unverkäuflich und die bestockte Rebfläche wurde fast halbiert.

## Ampelographische Sortenmerkmale
- Die Triebspitze ist offen. Sie ist starkwollig behaart und an den Spitzen leicht rötlich gefärbt. Die gelblichen Jungblätter mit ihren bronzefarbenen Flecken (Anthocyanflecken) sind ebenfalls starkwollig behaart.
- Die mittelgroßen Blätter sind fünflappig und ausgeprägt tief gebuchtet. Die Stielbucht ist lyrenförmig geschlossen bis überlappend geschlossen. Das Blatt ist stumpf gezahnt. Die Zähne sind im Vergleich der Rebsorten breit gesetzt. Die Blattoberfläche (auch Spreite genannt) ist nur leicht blasig.
- Die walzen- bis konusförmige Traube ist groß und dichtbeerig. Die leicht ovalen Beeren sind groß und von blauschwarzer Farbe. Das Aroma der Beere ist neutral.

Reife: ca. 20 Tage nach denen des Gutedel. Sie gilt nach internationalem Maßstab noch als mittelfrüh reifend.

## Verbreitung
2010 betrug die Anbaufläche 20.524 ha in Italien. Weltweit gibt es 24.178 ha.
Außerhalb Italiens wird Barbera Nera in Kalifornien im Central Valley, in Argentinien (546 ha, Stand 2010), in den Provinzen Mendoza und San Juan, in Mexiko, Australien, Brasilien, Griechenland, Israel, Rumänien, Slowenien, Uruguay und Südafrika angebaut.

## Wein
Die aus Barbera Nera gekelterten Weine gelten als kraftvoll, mit ausgeprägten Pflaumen-Aromen, geringem Tannin mit vollem „Körper“ und einer tief-rubinroten Farbe. Ihren Körper, also ihre kräftige Säure, behalten sie selbst bei Aufwuchs in heißem Klima, wo sie auf bis zu 15,5 Vol.-% kommen. Große Mengen der Ernte gehen jedoch in die Herstellung eines leichten Rotweins, der leicht sprudelnd (als frizzante ausgebaut) im Sommer als erfrischender Durstlöscher dient.
Große Überschüsse, speziell in den achtziger Jahren, sinkende Qualität und damit verbundene niedrige Preise beschädigten den Ruf dieser Sorte. Mittlerweile hat man sich wieder auf vernünftige Mengen und vor allem auf eine sorgfältige Pflege der Barbera nera besonnen. Speziell aus dem Piemont, wo die Barbera Nera noch stets die verbreitetste Rebsorte ist, kommen wieder hochwertige Weine, darunter die DOCs Barbera d’Alba und Barbera del Monferrato sowie die DOCG-Weine Barbera d’Asti und Barbera del Monferrato Superiore. Weitere wichtige Anbaugebiete sind die Lombardei (vor allem im Oltrepò Pavese) und die Emilia-Romagna (z. B. im Colli Piacentini).
Im Allgemeinen wird die Barbera-Nera-Traube nur in diesen drei Regionen als sortenreiner Wein ausgebaut. In vielen anderen Regionen Italiens wird sie als Verschnittpartner verwendet, zum Beispiel in den DOCs Bardolino, Cerveteri, Colli Perugini, Falerno del Massico und Molise sowie in zahlreichen Tafelweinen.
Auf Sardinien gibt es eine Varietät namens Barbera Sarda. Bekannt ist auch eine weiße Rebsorte Barbera Bianca, die aber vermutlich nicht verwandt mit der roten Barbera ist.

## Eigenschaften
Die Rebsorte Barbera nera ist nur mäßig krankheitsresistent. Sie wird häufig von der Blattrollkrankheit befallen und in Kalifornien ist sie regelmäßig Opfer der Rebkrankheit Pierces Disease.
Bei der Wahl geeigneter Böden steht dem Winzer eine große Bandbreite zur Verfügung. Während Barbera Nera hervorragend auf kargen Kalkböden oder Mergel gedeiht, wird der Ertrag auf sandigen Böden auf natürliche Weise eingedämmt.
Schwierig ist ihre enorme Wüchsigkeit. Wenn die Sorte nicht scharf zurückgeschnitten wird (→ Reberziehung), können die Erträge leicht bei 150 hl/ha oder mehr liegen. In diesen Fällen werden die Beeren unterversorgt und als Ergebnis erzielen die Weinbauern dünne Weine mit hohen Säurewerten. Im Piemont des 19. und des beginnenden 20. Jahrhunderts wurde die Sorte jedoch eben wegen der hohen Erträge und der frühen Reife in großem Stil angebaut. Selbst in ungünstigen Lagen reift der Barbera Nera nahezu 2 Wochen vor der edlen Sorte Nebbiolo. Insbesondere in der Region um Alba wurde dem Nebbiolo die besten Lagen zugeteilt. Während der Ernte des Barbera Nera, dem ungünstige Lagen zugeteilt wurden, konnte die Nebbiolo-Traube noch reifen. Im Piemont erfolgt die Lese des Barbera Nera Ende September bis Anfang Oktober. Davor können die Winzer noch das Lesegut des Dolcetto einholen. Erst in den letzten Jahren erproben einige der führenden Hersteller die Herstellung von Weinen von spät gelesenen Trauben.

## Synonyme
35 Synonyme: Barber a Raspo Rosso, Barbera, Barbera a Peduncolo Rosso, Barbera a Peduncolo Verde, Barbera a Raspo Verde, Barbera Amaro, Barbera Black, Barbera Blaue, Barbera Crna, Barbera d’Asti, Barbera di Piamonte, Barbera Dolce, Barbera Fina, Barbera Fine, Barbera Forte, Barbera Grossa, Barbera Mercantile, Barbera Nera a Caule Rosso, Barbera Nera a Caule Verde, Barbera Noir, Barbera Noire, Barbera Nostrana, Barbera Riccia, Barbera Rossa, Barbera Rosta, Barbera Vera, Barberone, Besgano, Cosses Barbusen, Gaietto, Lombardesca, Nigruz, Olivella, Sciaa, Uva Nera Antica di Viggiano.